# 1962 en hockey sur glace
Cette page présente les éléments de hockey sur glace de l'année 1962, que ce soit d'un point de vue rencontres internationales ou championnats nationaux. Les grandes dates des différentes compétitions sont données ainsi que les décès de personnalités du hockey mondial.

## International

### Championnats du monde
- 8 mars  : début du 29e championnat du monde, organisé aux États-Unis, à Colorado Springs et  Denver. Il s'agit des premiers mondiaux organisés en Amérique du Nord. En réaction à la construction du Mur de Berlin, les organisateurs du tournoi décident d’exclure l’Allemagne de l’Est  et de ce fait le championnat du monde connaît son second boycott avec l'absence par solidarité des nations suivantes : URSS, Tchécoslovaquie, Pologne, Roumaine et Yougoslavie.
- 13 mars : compte tenu des absences, le match décisif se joue entre la Suède et le Canada. Les Suédois prennent l'avantage en l'emportant 3 à 5.
- 18 mars, fin des championnats : la Suède devient championne du monde pour la 3e fois, tandis que le Japon remporte le championnat B[1].

## Autres Évènements

### Fondations de club
- Blau Weiss Dübendorf (Suisse)
- EHC Engelberg-Titlis (Suisse)
- EV Regensburg (Allemagne)
- Grödinge SK (Suède)
- HC Landquart-Grüsch (Suisse)
- ODTÜ Spor Kulübü (Turquie)
- SV Caldaro-Kaltern (Italie)
- Universitetets Studenter Gymnastik (Danemark)
- VG-62 Naantali (Finlande)

### Naissances
- 2 novembre : Jukka Jalonen, entraîneur finlandais, champion du monde en 2011

### Décès
- 13 janvier : Francis Cain.
- 15 août : décès de Dan Bain, sportif multidisciplinaire ayant été intronisé au Temple de la renommée du hockey en 1945.